# Équipe de France de basket-ball en 1936
Cette année 1936 est une année olympique. 
Avec deux défaites, l'équipe de France termine avec les équipes classées de 19 à 23e. Il s'agit de la première apparition du basket-ball aux Jeux olympiques, qui se déroulent à Berlin.

## Les matches
| Date        | Lieu   | Adversaire | Score   | Compétition | Meilleurs marqueurs (France) |
| 7 août 1936 | Berlin | Estonie    | D 34-29 | JO          | -                            |
| 8 août 1936 | Berlin | Chine      | D 45-38 | JO          | -                            |

D : défaite, V : victoire
JO : Jeux olympiques de Berlin

## L'équipe
- Sélectionneur :
- Assistants :

| Poste | Joueur            | Nombre matchs | Nombre points | Club(s) 1936      |
| -     | Pierre Boël       | 2             | -             | Olympique lillois |
| -     | Pierre Caque      | 1             | -             | Reims             |
| -     | Georges Carrier   | 1             | -             | CS Plaisance      |
| -     | Robert Cohu       | 1             | -             | Stade français    |
| -     | Jean Couturier    | 1             | -             | Reims             |
| -     | Jacques Flouret   | 1             | -             | Paris UC          |
| -     | Edmond Leclère    | 1             | -             | Charleville       |
| -     | Étienne Onimus    | 1             | -             | CA Mulhouse       |
| -     | Fernand Prudhomme | 2             | -             | AS Hippolyte      |
| -     | Étienne Roland    | 2             | -             | US Métro          |
| -     | Lucien Thèze      | 1             | -             | Romilly           |

## Sources et références
- CD-rom : 1926-2003 Tous les matchs des équipes de France édité par la FFBB.